# 福良バイパス
福良バイパス（ふくらバイパス）は、福島県郡山市に建設中の国道294号のバイパス道路である。

## 概要
- 起点：郡山市湖南町福良字家ノ北
- 終点：郡山市湖南町赤津字朴木橋
- 延長：4,700 m
- 幅員：6.5（8.5） m[1]

郡山市湖南町福良から湖南町赤津にかけての集落内における国道294号は宿場町の街道の面影を残しており、幅員が狭隘で、湖南町福良字荒町や湖南町赤津字小枝から字舘山にかけての2か所ではクランク状の連続した屈曲が存在する。このため大型車のすれ違いが困難だったほか、猪苗代湖に向かう福島県道236号青松浜線との交差部にて行楽時期には渋滞が発生していた。これらを解消し円滑な交通を実現するために、集落部を避けるバイパスの建設が2009年度に事業化された。起点より福良集落を南側に避け、湖南町赤津字小枝町にて国道現道に至る全長2,200 mの福良工区、字小枝町から現道の南側を進み、字外城にて再び現道と交差、赤津集落を東側に避け北進し、終点に至る全長2,000 mの赤津工区の2区間に大きく分けられる。現在はもともと市道として整備されていた起点より湖南町福良字惣郷地にて福島県道235号羽鳥福良線に至る区間 (0.5 km) とその先の現道までの区間 (1.1 km) （2023年3月22日開通）、さらに赤津工区の一部区間 (1.4 km) （2025年3月31日開通）が供用されている。

### 道路施設
- 福良1号橋（菅川）
  - 全長：29.5 m[4]
  - 施工：ピーエス三菱
- 福良2号橋（常夏川）

## 接続路線
- 国道294号白河方面
- 福島県道235号羽鳥福良線
- 国道294号会津若松方面